# Marcos Coelho Neto
Marcos Coelho Neto (Vila Rica, 1740 ou 1746 — ?, 1806) foi um músico brasileiro. Foi exímio trompista, e trabalhou como compositor e regente junto à Irmandade do Santíssimo Sacramento da Igreja Matriz de Nossa Senhora do Pilar, entre 1779 e 1797. Também consta ter participado da montagem de óperas e dramas. 
Foi pai de um compositor de mesmo nome, Marcos Coelho Neto, e pesquisas recentes indicam que boa parte das peças a ele atribuídas seriam em verdade de autoria do filho.

Tanto o pai como o filho foram membros das irmandades de São José dos Homens Pardos e de Nossa Senhora das Mercês de Cima, onde atuaram como executantes de trompa e clarim.
O pai foi trompista, clarinista, timbaleiro e regente. Não se sabe com certeza se foi também compositor. O filho, além de compositor, era regente, trompista, clarinista, trompetista e trombetista.